# Esslingen
Esslingen am Neckar ou, na sua forma portuguesa, Eslinga do Necar é uma cidade da Alemanha, no distrito de Esslingen, na região administrativa de Estugarda, estado de Baden-Württemberg. Esslingen é a maior cidade no distrito de Esslingen, contando com 91 271 habitantes em 2015.
A cidade é cortada pelo Rio Neckar, aproximadamente a 14 km do centro de Stuttgart. 
Esslingen é considerada uma das cidades mais bonitas de Baden-Württemberg, uma das atracções da cidade são as "Fachwerkhäuser" , que são basicamente edifícios antigos, com origem na idade média, entre eles encontra-se o edifício mais antigo deste gênero da Alemanha, o edifício na rua Heugasse 3, construído em 1261.
A região de Esslingen é também conhecida pelas suas colinas e vinhas, a cidade têm uma longa história no comércio e produção de vinhos, no ano de 1486 a camara municipal de Esslingen declarou que o comércio da cidade era baseado unicamente no comércio de vinhos.
Nos dias de hoje, organiza a cidade e alguns produtores da região diversos eventos durante o verão onde os visitantes podem desfrutar dos vinhos produzidos em Esslingen, como por exemplo a "Zwiebelfest" (festa da cebola) e o "Weinwandertag Esslingen" (dia da caminhada dos vinhos de Esslingen).
Esslingen é também uma cidade muito forte a nível económico, diversas empresas internacionais são sediadas na cidade do sul da Alemanha, notavelmente fortes são os sectores automóvel, de alta tecnologia, a indústria de máquinas de alta precisão e a indústria óptica.